# Raimundo da Conversão
Frei Raimundo da Conversão (Lisboa, 6 de setembro de 1601 – Vimieiro, 20 de setembro de 1661) foi um cantochanista português.

## Biografia
Raimundo da Conversão nasceu em Lisboa em 6 de setembro de 1601. Professou na Terceira Ordem de São Francisco em 20 de março de 1625, baseando-se no Convento de Nossa Senhora da Piedade de Viana do Alentejo. No Convento de Nossa Senhora de Jesus de Lisboa (atual edifício da Academia das Ciências de Lisboa) foi vigário do coro. Por esta altura, esteve em contacto com um dos manuscritos de Frei Luís das Chagas que traduziu (do castelhano para português) e reformulou largamente num novo manuscrito. Enquanto que o manuscrito de Frei Luís das Chagas foi perdido, a nova versão de Raimundo foi publicada, postumamente, em 1675, como “Manual de tudo o que se canta fora do coro, conforme ao uso dos religiosos e religiosas da Sagrada Ordem da Penitência do nosso seráfico padre São Francisco do Reino de Portugal”.
Morreu no Convento de São Francisco do Vimieiro a 20 de setembro de 1661.

## Obra
- 1675 - Manual de tudo o que se canta fora do choro, conforme ao uzo dos Religiosos, & Religiosas da sagrada ordem de Penitencia de nosso Seraphico Padre Saõ Francisco do Reyno de Portugal (Coimbra: Oficina de Rodrigo de Carvalho).[1]